# Список міністрів освіти і науки України
Список осіб, які керували Міністерством освіти і науки України / УРСР / УСРР.

## Міністри освіти УНР та Української держави
| № | Час повноважень                    | Портрет            | Ім'я                               |
|   | 15 червня 1917 — 18 січня 1918     |                    | Стешенко Іван Матвійович           |
|   | 18 січня 1918 — 29 січня 1918      |                    | Григоріїв Никифір Якович           |
|   | 29 січня 1918 — 10 березня 1918    |                    | Христюк Павло Оникійович           |
|   | 22 березня 1918 — 2 травня 1918    |                    | Прокопович В'ячеслав Костянтинович |
|   | 3 травня 1918 — 25 жовтня 1918     |                    | Василенко Микола Прокопович        |
|   | 24 жовтня 1918 — 14 листопада 1918 |                    | Стебницький Петро Януарійович      |
|   | 14 листопада 1918 — 14 грудня 1919 | Володимир Науменко | Науменко Володимир Павлович        |
|   | 5 грудня 1918 — 26 грудня 1918     |                    | Щириця Юхим Онуфрійович            |
|   | 26 грудня 1918 — 2 лютого 1919     | Петро Холодний     | Холодний Петро Іванович            |
|   | 5 січня 1919 — 9 квітня 1919       |                    | Огієнко Іван Іванович              |
|   | 27 квітня 1919 — 25 липня 1919     |                    | Крушельницький Антін Владиславович |
|   | 26 травня 1919 — до кінця 1920     | Петро Холодний     | Холодний Петро Іванович            |

## Міністри освіти й віровизнання ЗУНР
| № | Час повноважень           | Портрет | Ім'я                             |
|   | грудень 1918- січень 1919 |         | Барвінський Олександр Григорович |

## Наркоми (1918—1946) УСРР (УРСР) / Міністри освіти УРСР
| № | Час повноважень                    | Портрет      | Ім'я                            |
|   | 17 грудня 1917–1918                |              | Затонський Володимир Петрович   |
|   | березень 1918–1918                 |              | Врублевський Микола Євтихійович |
|   | січень 1919–1919                   |              | Затонський Володимир Петрович   |
|   | 12 травня 1919– 3 липня 1919       |              | Михайличенко Гнат Васильович    |
|   | 1919 — 1919                        |              | Панченко Михайло Юрійович       |
|   | 10 липня 1919– до кінця серпня1919 |              | Шумський Олександр Якович       |
|   | грудень 1919 — 20 квітня 1920      |              | Затонський Володимир Петрович   |
|   | 16 лютого 1920 — 20 вересня 1923   |              | Гринько Григорій Федорович      |
|   | 30 жовтня 1922 — 14 березня 1924   |              | Затонський Володимир Петрович   |
|   | 29 вересня 1924 — 2 лютого 1927    |              | Шумський Олександр Якович       |
|   | 7 березня 1927 — 7 липня 1933      |              | Скрипник Микола Олексійович     |
|   | 22 лютого 1933 — 22 грудня 1937    |              | Затонський Володимир Петрович   |
|   | квітень 1938 — 19 грудня 1939      |              | Хоменко Григорій Семенович      |
|   | 2 квітня 1939 — 28 травня 1940     |              | Редько Федір Андрійович         |
|   | 26 травня 1940 — 5 березня 1943    | Бухало С. М. | Бухало Сергій Максимович        |
|   | 1 березня 1943 — 8 серпня 1948     |              | Тичина Павло Григорович         |
|   | 18 серпня 1948 — 23 серпня 1949    |              | Савчук Микола Панасович         |
|   | 23 серпня 1949 — 18 лютого 1957    |              | Пінчук Григорій Павлович        |
|   | 18 лютого 1957 — 20 квітня 1962    |              | Білодід Іван Костянтинович      |
|   | 22 квітня 1962 — 3 січня 1967      |              | Бондар Алла Григорівна          |
|   | 21 січня 1967 — 2 березня 1971     |              | Удовиченко Петро Платонович     |
|   | 2 березня 1971 — 3 липня 1979      |              | Маринич Олександр Мефодійович   |
|   | 3 липня 1979 — 3 серпня 1990       |              | Фоменко Михайло Володимирович   |
|   | 1990 — 1990                        |              | Пархоменко Володимир Дмитрович  |

## Міністри освіти України
| №                               | Час повноважень                   | Портрет              | Ім'я                             |
| 1                               | 3 серпня 1990 — 12 грудня 1991    | Іван Зязюн           | Зязюн Іван Андрійович            |
| 2                               | 12 грудня 1991 — 4 липня 1994     | Петро Таланчук       | Таланчук Петро Михайлович        |
| 3                               | 18 листопада 1994 — 14 січня 1999 | Михайло Згуровський  | Згуровський Михайло Захарович    |
| 4                               | 14 січня 1999 — 31 грудня 1999    |                      | Зайчук Валентин Олександрович    |
| Міністри освіти і науки України |                                   |                      |                                  |
| 1                               | 30 грудня 1999 — 3 лютого 2005    | Василь Кремень       | Кремень Василь Григорович        |
| 2                               | 4 лютого 2005 — 27 вересня 2007   | Станіслав Ніколаєнко | Ніколаєнко Станіслав Миколайович |
| 3                               | 18 грудня 2007 — 11 березня 2010  | Іван Вакарчук        | Вакарчук Іван Олександрович      |
| 4                               | 11 березня 2010 — 23 лютого 2014  | Дмитро Табачник      | Табачник Дмитро Володимирович    |
| 5                               | 27 лютого 2014 — 14 квітня 2016   | Сергій Квіт          | Квіт Сергій Миронович            |
| 6                               | 14 квітня 2016 — 29 серпня 2019   | Лілія Гриневич       | Гриневич Лілія Михайлівна        |
| 7                               | 29 серпня 2019 — 4 березня 2020   | Ганна Новосад        | Новосад Ганна Ігорівна           |
| т. в. о.                        | 10 березня 2020 — 25 березня 2020 | Юрій Полюхович       | Полюхович Юрій Юрійович          |
| т. в. о.                        | 25 березня 2020 — 25 червня 2020  | Любомира Мандзій     | Мандзій Любомира Степанівна      |
| т. в. о.                        | 25 червня 2020 — 17 грудня 2020   | Сергій Шкарлет       | Шкарлет Сергій Миколайович       |
| 8                               | 17 грудня 2020 — 20 березня 2023  | Сергій Шкарлет       | Шкарлет Сергій Миколайович       |
| 9                               | з 21 березня 2023                 | Оксен Лісовий        | Лісовий Оксен Васильович         |